# 후타쓰카촌 (이시카와현)
후타쓰카촌(二塚村)은 이시카와현 이시카와군에 설치되었던 촌이다.